# Силуан (Никитин)
Епи́скоп Силуа́н (в миру Серге́й Серге́евич Ники́тин; род. 17 июня 1986, Орёл) — архиерей Русской православной церкви, епископ Петергофский, викарий Санкт-Петербургской епархии (с 2019 года). Кандидат богословия (2017), кандидат исторических наук (2024), автор статей и монографии по истории православия в Финляндии. Ректор Санкт-Петербургской духовной академии (с 2019 года).

## Биография
Родился 17 июня 1986 года в городе Орле, где окончил среднюю школу № 17.
В 2007 году окончил Орловский государственный университет по специальности «религиоведение», специализация — «Государственно-церковные отношения в истории России». С 2007 по 2008 год обучался в аспирантуре Орловского государственного университета по специальности «Философская антропология, философия культуры, религиоведение».
В 2008 году по рекомендации настоятеля Николо-Песковского храма города Орла протоиерея Иоанна Троицкого и по благословению епископа Орловского и Ливенского Иеронима (Чернышова) поступил в Сретенскую духовную семинарию. На третьем курсе защитил курсовую работу «История возникновения Белокриницкой иерархии», но затем оставил старообрядческую тематику: «я переживал серьёзный исследовательский кризис, не знал, за что взяться… И тогда мне вспомнилось имя архиепископа Германа (Аава). <…> На просторах Интернета я нашёл книгу, посвященную архиепископу Герману авторства протоиерея Вейкко Пурмонена. И не зная финского языка, очень плохо владея английским, я написал отцу Вейкко в Facebook. Тот ответил, началась активная переписка, сопровождаемая множеством вопросов… Это было примерно в 2009—2010 году. Отец Вейкко открыл для меня православную Финляндию, удивив своим вниманием и благорасположенностью — ведь писал ему неизвестно кто и задавал довольно провокационные вопросы, касающегося периода, который лучше забыть. Своей объективностью и мудростью отец Вейкко обезопасил меня от впадения в разные крайности. После окончания специалитета в семинарии свою магистерскую диссертацию я решил посвятить именно православию в Финляндии».
В 2011 года по благословению патриарха Московского и Всея Руси Кирилла был принят в братию Сретенского ставропигиального мужского монастыря. 16 августа 2012 года в соборном храме Сретенского монастыря архимандритом Тихоном (Шевкуновым) пострижен в иночество с наречением имени Сергий в честь преподобного Сергия Радонежского. 17 августа 2012 года епископом Воскресенским Саввой (Михеевым) в Спасо-Преображенском соборе Новоспасского монастыря был рукоположён во иеродиакона.
В 2012 году окончил специалитет Сретенской духовной семинарии, защитив работу «Русская Православная Церковь и Евангелическо-лютеранская церковь Финляндии: история взаимоотношений и богословский диалог» (научный руководитель — профессор, протоиерей Максим Козлов). Продолжил обучение в магистратуре той же семинарии. В том же году был назначен на должность помощника проректора Сретенской духовной семинарии иеромонаха Иоанна (Лудищева).
16 апреля 2013 года в соборном храме Сретенского монастыря пострижен в монашество архимандритом Тихоном (Шевкуновым) с наречением имени Силуан в честь преподобного Силуана Афонского.
4 мая 2013 года в кафедральном соборном храме Христа Спасителя в Москве патриархом Московским и всея Руси Кириллом был рукоположён в сан иеромонаха.
26 мая 2014 года в Сретенской духовной семинарии защитил магистерскую работу «Юрисдикционный статус Финляндской Православной Церкви и восстановление каноническо-молитвенного общения с Русской Православной Церковью» (научный руководитель — профессор Алексей Светозарский). С 2013 года являлся преподавателем кафедр общих гуманитарных дисциплин и церковной истории в Сретенской духовной семинарии.
С 2014 по 2018 год работал заместителем главного редактора по производству издательства Сретенского ставропигиального мужского монастыря, а в 2018 году стал директором этого издательства.
4 мая 2017 года в Московской духовной академии защитил диссертацию «История Финляндской Православной Церкви в 1957—1988 гг.» (научный руководитель — профессор Алексей Светозарский) и получил степень кандидата богословия.
С 2018 года обучается по программам подготовки кадров высшей квалификации (аспирантура) на историческом факультете Московского государственного университета.
18 мая 2018 года распоряжением патриарха Московского и всея Руси Кирилла № 01/2626 назначен исполняющим обязанности ректора Сретенской духовной семинарии, сменив на этой должности епископа Тихона (Шевкунова).
В 2019 году назначен преподавателем кафедры церковной истории Московской духовной академии.

## Архиерейство
9 июля 2019 года решением Священного синода назначен ректором Санкт-Петербургской духовной академии, а также избран для рукоположения в сан епископа Петергофского, викария Санкт-Петербургской митрополии. Архиепископ Верейский Амвросий (Ермаков), который сменил его на должности временного руководителя Сретенской духовной семинарии, написал: «Очень рад тому, что ректором Санкт-Петербургской духовной академии назначен очень умный, образованный и достойный человек. Я не раз убеждался в профессиональных качествах отца Силуана, в высоте его образования. Он почти мой земляк, родом из Орла. Это достойный, скромный, благородный, смиренный монах, порядочный человек, который хорошо относится к людям». 13 июля 2019 года официально вступил в должность ректора Санкт-Петербургской духовной академии. 16 июля в храме Всех святых, в земле Русской просиявших, в Даниловом монастыре в Москве управляющим делами Московской патриархии митрополитом Тверским и Кашинским Саввой (Михеевым) возведён в сан архимандрита. 17 июля в Тронном зале Патриарших покоев Свято-Троицкой Сергиевой лавры наречён во епископа Петергофского. 18 июля в Успенском соборе Троице-Сергиевой лавры состоялась его архиерейская хиротония.
30 августа 2019 года решением Священного синода назначен сопредседателем рабочей группы по сотрудничеству Русской православной церкви с Евангелическо-лютеранской церковью Финляндии.
26 декабря 2019 года включён в состав Межсоборного присутствия.
25 августа 2020 года включен в состав Синодальной библейско-богословской комиссии.
С 8 декабря 2020 года является членом комиссии Межсоборного присутствия по богословию и богословскому образованию.
13 апреля 2021 года решением Священного Синода назначен председателем новообразованной Синодальной комиссии по биоэтике; тогда же включён в состав Синодальной комиссии по канонизации святых по должности
С 28 апреля 2022 г. — член Совета по этике Министерства здравоохранения РФ.
12 марта 2024 года решением Священного Синода включен в состав комиссии Межсоборного присутствия по церковному управлению, пастырству и организации церковной жизни
18 ноября 2024 года успешно защитил кандидатскую диссертацию «Взаимоотношения Русской и Финляндской Православных Церквей в 1957—1988 годах». (специализация: 5.6.1. Отечественная история).

## Санкции
6 марта 2022 года после вторжения России на Украину подписал письмо в поддержу российской агрессии. С 9 июня 2022 года находится под персональными санкциями Украины за поддержку войны. Также был внесён ФБК в список коррупционеров и разжигателей войны за поддержку нападения на Украину, 16 марта 2022 года «Форумом свободной России» внесён в «Список Путина» и доклад «поджигателей войны» с предложением введения против него международных санкций.

## Церковные награды
- 2014 — Патриарший знак «700-летие преподобного Сергия Радонежского»[источник не указан 1058 дней]
- 2018 — медаль «900 лет подвигу священномученика Кукши»

## Светские награды
- 2022 — Благодарность Президента Российской Федерации (6 июня 2022 года) — за вклад в подготовку и проведение мероприятий, посвящённых 800-летию со дня рождения князя Александра Невского[28]
- 2023 — медаль митрополита Макария и третья Макариевская премия в области гуманитарных наук в номинации «История православных стран и народов»[29]

## Публикации
монографии
- Финляндская Православная Церковь в 1957—1988 годах. — М.: Сретенский монастырь, 2021. — 528 с.[30]

статьи
- Концепция «духовного антихриста» в русском старообрядчестве // Современная православная теология: проблемы соотношения христианских и общечеловеческих ценностей. Орел. 2007. — С. 143—145.
- Первый Православный епископ Хельсинки Александр (Карпин) // Сретенский сборник. Научные труды преподавателей СДС. Выпуск 5 — М.: Изд-во Сретенского монастыря, 2014. — С. 377—407
- Распространение христианства на территории Финляндии: православная и католическая миссии // Сретенский сборник. Научные труды преподавателей СДС. Выпуск 6 — М.: Изд-во Сретенского монастыря, 2015. — С. 181—227
- Патриаршие приходы в Финляндии, их место во взаимоотношениях Московской Патриархии и Финляндской Православной Церкви в период 1957—1988 гг. // XXV Ежегодная богословская конференция Православного Свято-Тихоновского гуманитарного университета. — М.: Изд-во ПСТГУ, 2016. — С. 134—140.
- Архиепископ Герман (Аав) — первый предстоятель Финляндской Православной Церкви // Христианское чтение. 2017. — № 3. — С. 253—274.
- Жизненный путь архиепископа Финляндского Павла (Олмари) // Христианское чтение. 2017. — № 4. — С. 364—377.
- Предыстория богословских собеседований между представителями Русской Православной Церкви и Евангелическо-лютеранской Церкви Финляндии «Синаппи» // Христианское чтение. — 2017. — № 6. — С. 163—177.
- Специфика взаимоотношений Финляндской и Русской Православных Церквей после восстановления молитвенно-евхаристического общения (1957—1960 гг.) // Богословский вестник. 2017. — № 22-23. — С. 206—234.
- Евангелическо-лютеранская церковь на территории Финляндии в период Северной войны и до Фридрихсгамского мирного договора 1809 г. // Сретенский сборник. Научные труды преподавателей СДС. 2017. — № 7-8. — С. 354—380.
- Значение событий 1917 г. в образовании Финляндской Православной Церкви // Материалы церковно-научной конференции «100-летие начала эпохи гонений на Русскую Православную Церковь». — М.: Изд-во Московской Патриархии Русской Православной Церкви, 2018. — С. 140—151.
- Взаимоотношения Финляндской Православной Церкви и Вселенского Патриархата при архиепископе Павле (Олмари) (1960—1987) // Христианское чтение. — 2018. — № 2. — С. 185—196.
- Спасо-Преображенский Ново-Валаамский монастырь в годы управления Финляндской православной церковью архиепископом Павлом (Олмари) // Христианское чтение. — 2018. — № 3. — С. 257—274
- Богослужебная жизнь Финляндской Православной Церкви при архиепископе Павле (Олмари) // Вестник ПСТГУ. Серия II: История. История Русской Православной Церкви. 2019. — Вып. 87. — С. 124—141.
- Из истории взаимоотношений Финляндской и Эстонской Апостольской Православных Церквей // Вестник Ярославского ГУ. Серия «Гуманитарные науки». 2019. — № 2 (48). — С. 18-24.
- Финляндская Православная Церковь в 1939—1945 гг. // Человеческий капитал. 2019. — № 8 (128). — С. 37-45.
- Paavo Kontkanen and his Role in Normalization of Relations between the Russian and Finnish Orthodox Churches // Вестник Санкт-Петербургского государственного университета. История. 2020. — Том 65. Выпуск 4. — С. 1107—1123.
- Святой Александр Невский в истории России и Финляндии: точки соприкосновения // Христианское чтение. 2021. — № 2. — С. 12-22. (в соавторстве с Константином Костроминым)
- Свято-Троицкая Александро-Невская лавра // Благоверный великий князь Александр Невский. Блистая славою на земле и на Небесах. — М.: Фонд социально-культурных инициатив: Лето, 2021. — С. 382—426. — 672 с. — (Святые России). — ISBN 978-5-94509-090-3
- Идеология трансгуманизма и её научное обеспечение: возможности и пределы развития // Труды кафедры богословия Санкт-Петербургской Духовной Академии. 2022. — № 1(13). — С. 10-22.
- Династия священников, ушедших в Финляндию после Кронштадтского восстания // Христианское чтение. 2023. — № 2. — С. 262—269.
- Евгеника после Второй мировой войны // Сретенское слово. 2023. — № 2 (6). — С. 77-88.
- Выборгская епархия Финляндской Православной Церкви // Церковь и время. — 2023. — № 2 (103). — С. 27—50.
- Отношение православного мира к избранию митрополита Сергия (Страгородского) Патриархом Московским и всея Руси // Христианское чтение. 2024. — № 3. — С. 313—323.
- Финляндская Православная Церковь // Православная энциклопедия. 2024. — Т. 72. — С. 603—625.

публикации в интернете
- «Финнизация» богослужебно-приходской жизни Православной Церкви Финляндии при архиепископе Германе (Ааве) // bogoslov.ru, 11 июля 2014
- Финляндия в XX веке: политика и Церковь // bogoslov.ru, 17 октября 2014
- Проект предоставления автокефалии Финляндской Православной Церкви в 50-е гг. XX века // bogoslov.ru, 8 мая 2015
- Взаимоотношения Церковного Управления Финляндской Православной Церкви и Спасо-Преображенского Валаамского монастыря по вопросу внутренней миссии в 30-е годы 20 века // history-mda.ru, 19.02.2016
- Характеристика архиепископа Германа (Аава) и епископа Александра (Карпина) по материалам Государственного архива Российской Федерации // history-mda.ru, 18.02.2017
- Устав преподобного Антония Великого как основа монашеской жизни (доклад на Международной конференции «Духовное наследие египетских отцов и его актуальность для современного монашества», Зачатьевский ставропигиальный женский монастырь. Москва, 17-18 ноября 2018 года) // monasterium.ru, 19.11.2018
- Канонизация старца Софрония (Сахарова) и валаамского старца Иоанна (Алексеева) в свете современных межцерковных отношений (доклад в рамках XXVIII Международных рождественских образовательных чтений «Великая Победа: наследие и наследники». Конференция «Прославление и почитание святых». 28 января 2020 г., Храм Христа Спасителя, г. Москва) // mroc.pravobraz.ru, 06.02.2020

интервью
- От детского впечатления — к научным трудам // официальный сайт Финляндской православной церкви, 25.2.2020